# 프랜시스 리 매케인

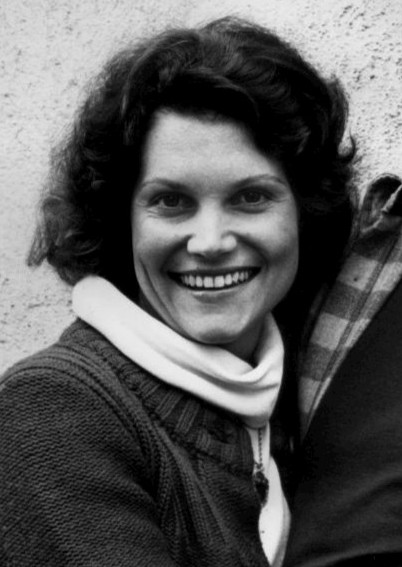

프랜시스 리 매케인(영어: Frances Lee McCain, 1944년 7월 28일 ~ )은 미국의 배우이다.
요크에서 태어났다.

## 출연 작품

### 영화
- 래핑 폴리스맨 (1973)
- 리얼 라이프 (1979, Real Life)
- 텍스 (1982, Tex)
- 둘이서 하나로 (1982, Two of a Kind)
- 자유의 댄스 (1984) - 에설 매코맥 역
- 그렘린 (1984) - 린 펠처 역
- 백 투 더 퓨처 (1985) - 스텔라 베인스 역
- 3막 살인 (1986)
- 스탠 바이 미 (1986) - 러챈스 부인 역
- 삼각 관계 (1988, It Takes Two)
- 환상의 사슬 (1990, The Lookalike)
- 스위트 머더 (1993, Poisoned by Love: The Kern County Murders)
- 다잉 투 러브 (1993, Dying to Love You)
- 스크림 (1996)
- 패치 아담스 (1998) - 주디 역
- 트루 크라임 (1999)
- Stitch in Time (2012) - 조앤 역

### 텔레비전
- 댈러스 (1985)